# Stephen Thorne
Stephen Thorne (Londra, 2 marzo 1935 – 26 maggio 2019) è stato un attore britannico.

## Filmografia
- Jezebel ex UK - serie TV, 1 episodio (1963)
- The Inn Way Out - cortometraggio (1967)
- Take Three Girls - serie TV, 1 episodio (1970)
- Z Cars - serie TV, 2 episodi (1971)
- Doctor Who - serie TV, 8 episodi (1971-1976)
- Jackanory Playhouse - serie TV, 1 episodio (1972)
- Kadoyng (1972)
- Come Back, Lucy - serie TV, 1 episodio (1978)
- Crossroads - soap opera, 7 puntate (1978-1979)
- Maria Marten or Murder in the Red Barn - serie TV, 3 episodi (1980)
- Bird of Prey - serie TV, 1 episodio (1982)
- Death of an Expert Witness - miniserie TV, 5 episodi (1983)
- Runaway (1984)
- On the Shelf - film TV (1984)
- Ore 13: dopo il massacro la caccia (1985)
- We'll Think of Something - serie TV, 1 episodio (1986)
- David Copperfield - miniserie TV, 5 episodi (1986)
- Screen Two - serie TV, 2 episodi (1988-1994)
- Making News - serie TV, 1 episodio (1990)
- EastEnders - serie TV, 1 episodio (1991)
- Madison - serie TV, 3 episodi (1993)
- Between the Lines - serie TV, 1 episodio (1994)
- Last of the Summer Wine - serie TV, 1 episodio (2006)